# John Baptist Yang Xiaoting

Wappen von Bischof John Baptist Yang Xiao Ting

John Baptist Yang Xiaoting (chinesisch 楊曉亭; * 9. April 1964 im Bistum Chowchich (Zhouzhi)) ist römisch-katholischer Bischof und Bischofskoadjutor in Yan’an in der zentralchinesischen Provinz Shaanxi.

## Leben
John Baptist Yang Xiaoting studierte von 1984 bis 1989 im Seminar des Bistums Chowchich (Zhouzhi). Yang empfing 1991 die Priesterweihe und absolvierte weitere Studien an der Universität von Shaanxi. Nach einem theologischen Promotionsstudium von 1993 bis 1999 an der Päpstlichen Universität Urbaniana in Rom absolvierte er 2002 einen Master in Religion und Soziologie an der Catholic University of America in Washington, D.C.
Er war anschließend als Pfarrer tätig. Er gründete ein Bildungszentrum und war Vizerektor und Studiendekan des Priesterseminars von Yan’an. Er gehört dem Verwaltungsrat des Beijing Institute for the Study of Christianity and Culture (BISCC) an.
Die Bischofsweihe empfing er am 15. Juli 2010 in der katholischen Kirche von Xiaoqiaopan in Jingbian. Er wurde durch Papst Benedikt XVI. sowie die Chinesisch Katholisch-Patriotische Vereinigung anerkannt. Er ist Koadjutor des erkrankten Bischofs des Bistums Yan’an (天主教延安教區), Tong Hui.